# 星艦奇航記：重返地球
《星际旅行：航海家号》（Star Trek: Voyager，簡写為、或）是一部以吉恩·羅登貝瑞创造的《星际旅行》虚构宇宙设定为背景的科幻电视剧，為《星际旅行：下一代》與《星际旅行：深空九号》的續集，從1995年至2001年一共製播了七季。編劇為瑞克·博曼（Rick Berman）、麥克·派勒（Michael Piller）以及傑瑞·泰勒（Jeri Taylor）。这部电视剧是《星际旅行》中，第一部以女艦長為主角的电视剧。
這部电视剧描述星艦航家号在2371年追踪一艘马奇游击队的船舰时，被困到了距离地球七萬五千光年遠的第四象限中。两艘船的船员们因而一同驾驶着航海家号，开始了理論上要75年的返家旅程，而最終經歷了種種冒險和機遇只花了7年便返家。

## 创作
《航海家号》是派拉蒙为了建立联合派拉蒙电视网（UPN）而制作的（在1977年，派拉蒙就已经开始考虑建立自己的电视网，并曾打算拍摄《星际旅行：第二期》）。其制播计划始于1993年，片方希望新的电视剧能完善过去剧中的一些背景故事，例如在前两部电视剧（《下一代》与《深空九号》）中出现的马奇游击队的发展历程。《航海家号》使用了与《下一代》相同的拍摄场景，首集拍摄于1994年的10月。
《航海家号》是首批在联合派拉蒙电视网上播出的节目之一。在此之前，该“电视网”只是派拉蒙在地方的一些自有与控股电视台的松散联盟，直到当地时间1995年1月16日下午8时，该剧的第一集播出后，才正式组建成联合派拉蒙电视网。

## 剧情概览

联邦星舰航海家号

在首集中，航海家号被派遣搜寻一艘失踪的马奇游击队船舰。珍妮薇将一名星际舰队前成员汤姆·派里斯带出了监狱，以换取他在寻找那艘船过程中的帮助。在进入危险的恶域后，一个名叫“守护者”的外星生物将船舰传送到了银河系的另一边——第四象限中。在穿越银河系的过程中，航海家号失去了一些船员，其中包括大副、舵手、总轮机长及所有的医疗人员。
在被守护者的阵列捕获并传送后，两艘船都遭到了卡松人的袭击。马奇游击队的成员们传送上航海家号后，马奇船撞击了卡松船并与之同归于尽。由于认为卡松人会使用阵列伤害奥康帕人，珍妮薇决定摧毁阵列，而非使用它返回第一象限。
因此，星际舰队与马奇游击队的成员们必须通力合作，开始七万光年、七十五年的回家旅程。马奇人的领袖查可泰成为了航海家号的大副。人类与克林贡混血的马奇人贝拉娜·朵芮丝成为了主轮机长。杜沃克卸掉了潜藏在马奇船中的星际舰队间谍的伪装，恢复了他作为总安全官的职务。前囚犯派里斯成为了舵手，被设计为短期使用的紧急医疗全息程序成为了主医官。而在第四象限，航海家号还接受了泰莱克斯人尼利克斯作为本地的向导与厨师，他的奥康帕女朋友凯丝也与他一同上舰。在第四季中，船员中还增加了一名从集合体中解放出的博格个体九之七。
对于星际联邦来说，第四象限是全然未知的领域。在回家的途中，航海家号遭遇了一系列的敌对种族，其中有盗取器官的维仃人、好战的卡松人、游牧的希罗吉恩猎手、博格人与来自液态空间的8472种族。同样，他们也遭遇了许多危险的自然天象。
电视剧完结于一集。来自未来的凱薩琳·珍葳中将利用从克林貢人那里获得的时光穿梭装置回到过去她所指挥的航海家號，利用未来的电脑病毒将整个博格集合體转化为完全混乱，最后利用博格集合體的超曲速信道将航海家號送回第一象限。历经七年的航程，航海家号终重返地球。

## 劇中人物
主條目：星艦奇航記：重返地球劇中人物列表

### 主要角色

第六季航海家号的船员。从左到右，后排：九之七、查可泰、杜沃克、哈里·金、医生、尼利克斯。前排：珍妮薇、朵芮丝、派里斯。

| 角色                      | 軍階                       | 演員                 | 职务                                                   |
| 凯瑟琳·珍妮薇             | 上校                       | 凯特·穆格鲁          | 艦長                                                   |
| 查可泰                    | （临时）少校               | 罗伯特·贝尔特兰      | 大副                                                   |
| 杜沃克                    | 上尉／少校                 | 提姆·鲁斯            | 總安全官與战术官                                       |
| 貝拉娜·朵芮絲             | （临时）中尉               | 若克斯娜·道森        | 轮机长                                                 |
| 湯姆·派瑞斯               | 中尉 降级至少尉 恢复至中尉 | 罗伯特·邓肯·麦克尼尔 | 舵手、医疗助手                                         |
| 哈利·金                   | 少尉                       | 王以瞻               | 总操作官                                               |
| 医生 （紧急医疗全息程序） | 船员/上校（临时）          | 罗伯特·皮卡尔多      | 總醫官/船长（临时）                                    |
| 尼利斯                    | 船員                       | 伊桑·菲利普斯        | 厨师、外交顧問、士氣官，后被任为星際艦隊駐第四象限大使 |
| 凱絲                      | 船員                       | 詹尼弗·丽恩          | 培养室园丁、医疗助手／学生                             |
| 九之七                    | 船員                       | 洁丽·雷恩            | 轮机员、科学官                                         |

### 常駐角色
| 演員                                 | 角色                                                     | 出現           |
| ------------------------------------ | -------------------------------------------------------- | -------------- |
| （Anthony De Longis）                | First Maje （Culluh），卡松（Kazon-Nistrim）領導人       | 第一至三季     |
| （Martha Hackett）                   | 西絲卡（Seska）少尉，卡達西間諜                          | 第一至三、七季 |
| （Alexander Enberg）                 | 佛瑞克（Vorik）少尉，瓦肯人                              | 第三至五、七季 |
| （Scarlett Pomers）                  | 納米·懷德曼（Naomi Wildman），第一位出生於航海家號之孩童 | 第二至七季     |
| （Tarik Ergin）                      | 阿亞拉（Ayala）中尉                                      | 第一至七季     |
| （John Tempoya）                     | （Nozawa Kashimuro）                                     | 第一至四、七季 |
| （Nancy Hower）                      | 薩曼莎·懷德曼（Samantha Wildman）少尉，納米的母親        | 第二至六季     |
| （Josh Clark）                       | 約瑟夫·卡瑞（Joseph Carey）中尉，                        | 第一、五至七季 |
| （Simon Billig）                     | （Hogan）中尉                                            | 第二、三季     |
| （Christine Delgado）                | （Susan Nicoletti）中尉                                  | 第一至四、七季 |
| 都伊特·舒特茲（Dwight Schultz）      | 瑞吉納德·巴克利（Reginald Barclay）上尉                  | 第二、六至七季 |
| （Raphael Sbarge）                   | 麥可·瓊納斯（Michael Jonas）少尉                         | 第二季         |
| （Tom Virtue）                       | （Walter Baxter）中尉                                    | 第一至二、七季 |
| （Manu Intiraymi）                   | 伊查柏（Icheb），前博格人                                | 第七季         |
| （Alice Krige） （Susanna Thompson） | 博格女王（The Borg Queen）                               | 第五至七季     |
| （Marley S. McClean）                | （Mezoti）                                               | 第六至七季     |
| （Cody Wetherill）                   | （Rebi）                                                 | 第六至七季     |
| （Kurt Wetherill）                   | （Azan）                                                 | 第六至七季     |
| （Brad Dourif）                      | （Lon Suder）少尉，convicted of murder                   | 第二至三季     |
| （Brian Markinson）                  | 彼得·德斯特（Peter Durst）中尉                           | 第一季         |
| （Zoe McLellan）                     | （Tal Celes）船員                                        | 第六季         |
| 約翰·德蘭西（John de Lancie）        | Q，全知全能的貴族連續體（Q Continuum）成員之一           | 第二至三、七季 |
| 馬汀·瑞納（Martin Rayner）           | （Chaotica）醫生                                         | 第五、七季     |
| （Allan G. Royal） （Bruce McGill）  | （Braxton）艦長，來自29世紀之星艦艦長                    | 第三、五季     |
| （Warren Munson） （Richard Herd）   | 歐文·派瑞斯（Owen Paris）將軍，湯姆·派瑞斯之父親         | 第二、五至七季 |
| （John Rhys-Davies）                 | 李奧納多·達文西（Leonardo da Vinci）                     | 第三至四季     |

### 客串演出
- 荻安娜·特洛伊（Deanna Troi，星異），由瑪莉娜·佘提斯（Marina Sirtis）所飾演。
- 威廉·瑞克（William Riker），由強納森·佛瑞克斯（Jonathan Frakes）所飾演。
- 夸克（英语：Quark (Star Trek)）（Quark），種族佛瑞吉，由阿明·辛默曼（Armin Shimerman）所飾演。
- 鳩迪·拉福吉（Geordi La Forge，鷹眼），由李瓦·波頓（LeVar Burton）所飾演。
- Q2，貴族Q的兒子，由（Keegan de Lancie）所飾演。
- 安迪·迪克（Andy Dick）飾演，緊急醫療全像程式第二代，出現於第四季第14集〈瓶中信〉（Message in a Bottle）。
- 憤怒反抗機器（Rage Against the Machine）團體的成員之一湯姆·莫雷羅（Tom Morello），曾在一集中飾演船員（Mitchell）。

## 奖项
总共172集的航海家号获奖颇丰，以下仅列出主要的提名与获奖的情况。整部《航海家号》总共获得艾美奖提名30次，其中计有6次获奖。加上一次特别奖，总共有14次土星奖提名，计有3次获奖。
- 1995年，初播的《航海家号》共有两集（分别是“英雄与怪物”和“双面贝拉娜”）被提名艾美奖，而为《航海家号》谱曲的杰里·戈德史密斯因其主题曲而被授予艾美奖主题音乐杰出个人成就奖。

- 1996年，一集被授予艾美奖系列节目化妆杰出个人成就奖，“内心幻觉”一集亦被提名艾美奖。

- 1997年，一集被授予系列节目最佳发型设计奖，“不义之财”与“回到过去：上”亦被提名艾美奖。

- 1998年，饰演凯瑟琳·珍妮薇的凯特·慕格被授予土星奖最佳女演员、卫星奖剧情类系列剧最佳女演员。这一年有两集（分别是“，下”与“杀戮游戏”）被提名艾美奖。

- 1999年，一集被授予艾美奖系列节目最佳视觉特效奖，另外还有“三十天”与获得艾美奖提名。饰演九之七的洁丽·雷恩被授予卫星奖剧情类系列剧最佳女演员并提名土星奖最佳女演员。饰演凯瑟琳·珍妮薇的凯特慕格亦被提名土星奖最佳女演员。饰演纳奥米·怀德曼的斯卡丽特·波莫斯被授予青艺奖（Young Artist Awards）剧情类系列剧最佳女配角。

- 2000年，“灵感女神”、“龙之齿”、“逝者已矣”、“来世精灵”、“，下”、“生命线”、“鬼影憧憧”均被提名艾美奖。凯特·慕格、罗伯特·皮卡尔多（饰演医生）、洁丽·雷恩均被分别提名土星奖最佳女演员、最佳男配角、最佳女配角。

- 2001年，一集被授予艾美奖系列节目最佳音乐合成奖与系列节目最佳视觉特效奖，其下集还被提名为系列节目最佳音响编辑奖。同时，、“预言”、“死寂世界”、“上班女郎”亦获得艾美奖提名。饰演九之七的洁丽·雷恩被授予土星奖最佳女配角。

- 2005年，《航海家号》与《深空九号》《下一代》《进取号》一同作为《星际旅行》电视系列（1987-2005）被授予土星奖特别表彰奖。[3]

## 与其他《星际旅行》系列的联系

### 人物和种族
与其他《星际旅行》系列一样，在《星际旅行：原初系列》中出现的克林贡人与罗慕伦人也出现在《星际旅行：航海家号》中。而联邦星舰的计算机依然由玛婕尔·巴瑞特配音。
在《航海家号》中，还出现了一些在《星际旅行：下一代》中出现的人物与种族：Q、威廉·赖克、迪安娜·特洛伊、雷金纳德·巴克利，博格人、卡达西人、贝久人、罗慕伦人、贝塔索人、瓦肯人、克林贡人、佛瑞吉人，甚至还出现了詹哈达人的全息程序，当然，还有马奇游击队。
《星际旅行VIII：第一类接触》中的对手博格女皇也在《航海家号》中露过几次面。在电视剧中，通常都是由苏珊娜·汤普森扮演这个角色；但在最后两集中，则是由《戰鬥巡航》中扮演女皇的艾丽斯·克里奇饰演该角。
《深空九号》中的夸克也出现在《航海家号》的首集里。
由凱特·慕格所飾的珍妮薇还出现在《星际旅行X：复仇女神》電影中，那时她的职位已是中将。

### 演员交换
以下的《航海家号》主要演员还在其他的《星际旅行》系列中出现过。
參見：《星艦奇航記》系列跨越演出人員
罗伯特·邓肯·麦克尼尔（派里斯）还在《星际旅行：下一代》的“首要职责”中饰演尼古拉斯·洛卡尔诺。
添·鲁斯（杜沃克）在《下一代》的“我为舰长”中饰演雇佣兵德沃尔（Devor），在《星际旅行：深空九号》的“入侵手续”中饰演克林贡雇佣兵特卡（T'kar），还在《星际旅行VII：日换星移》中饰演进取号-B舰桥上的一名上尉。
罗伯特·皮卡尔多（医生）在《深空九号》的S5x16“巴希尔医生，我猜是”中饰演刘易斯·齐默曼博士与紧急医疗全息程序第一版，在《星艦迷航記VIII：戰鬥巡航》饰演进取号-E的紧急医疗全息程序。
伊桑·菲利普斯（尼利克斯）在《下一代》的“特洛伊一家”中饰演佛瑞吉人法瑞克（Farek），在《星际旅行：进取号》中饰演佛瑞吉海盗乌利斯（Ulis），在《星艦迷航記VIII：戰鬥巡航》中客串全息甲板中一位不知名的餐厅领班。
罗伯特·邓肯·麦克尼尔与罗克珊·道森（派里斯与贝拉娜）还参与了《进取号》的导演工作。
以下其他《星际旅行》系列的演员曾在《航海家号》中客串演出过。
艾隆·艾森伯格（《深空九号》中的诺格）在一集中饰演卡松少年卡尔（Kar）。
杰弗里·库姆斯（《深空九号》中的维庸与《进取号》中的沙兰）在“极速格斗”中饰演诺卡蒂安人彭克（Penk）。
约翰·加曼·赫茨勒（《深空九号》中的马托克）在“极速格斗”中饰演一位不知名的希罗吉恩人。
乔治·竹井（《原初系列》中的光·苏鲁）在“往日时光”中饰演精进号的舰长光·苏鲁。
乔纳森·弗兰克斯、莱瓦尔·伯顿（《下一代》中的赖克与拉弗吉）也以《下一代》中的角色身分出现在《航海家号》中。他们和安德鲁·鲁宾逊（《深空九号》中的葛拉克）还参与了《星际旅行：航海家号》的导演工作。

## 后续小说
小说中的时间发生在电视剧结束之后，在后续中，一些角色被星际舰队重新指派，另一些在晋升后依然留在航海家号上。譬如珍妮薇晋升为了将军，而查可泰则成为了航海家号的舰长。后续系列中还引入了一些新的角色。
该系列开始于《回家》（Homecoming），在2003年完结于《远岸》（The Farther Shore）。在2004年的《灵魂漫步：旧伤》（Spirit Walk: Old Wounds）与《灵魂漫步：我敌人的敌人》（Spirit Walk: Enemy of My Enemy）中再续。其他的小说——有些的时间设定在后续系列的时期，有些则设定在电视剧播放的时期——亦已出版。

## 外部連結
《星际旅行：航海家号》片头曲
- 《星际旅行：航海家号》 （页面存档备份，存于）的官方网站
- 互联网电影数据库（IMDb）上《星际旅行：航海家号》的资料（英文）
- 飞翔网星际旅行论坛 （页面存档备份，存于）
- 《星际旅行：航海家号》 （页面存档备份，存于）在Spike TV上的页面
- 《星际旅行：航海家号》在阿尔法记忆網站中的相關摘錄
- 在Netflix上觀看《星艦奇航記：重返地球》